# سیارک ۴۶۷۴
سیارک ۴۶۷۴ (به انگلیسی: 4674 Pauling، نامگذاری:1989JC) چهار هزار و ششصد و هفتاد و چهارمین سیارک کشف شده‌است که در ۲ مه ۱۹۸۹ کشف شد.
قدر مطلق سیارک برابر ۱۳٫۳۰ است.